# Plethodon kiamichi
Espèce
Statut de conservation UICN

 DD  : Données insuffisantes

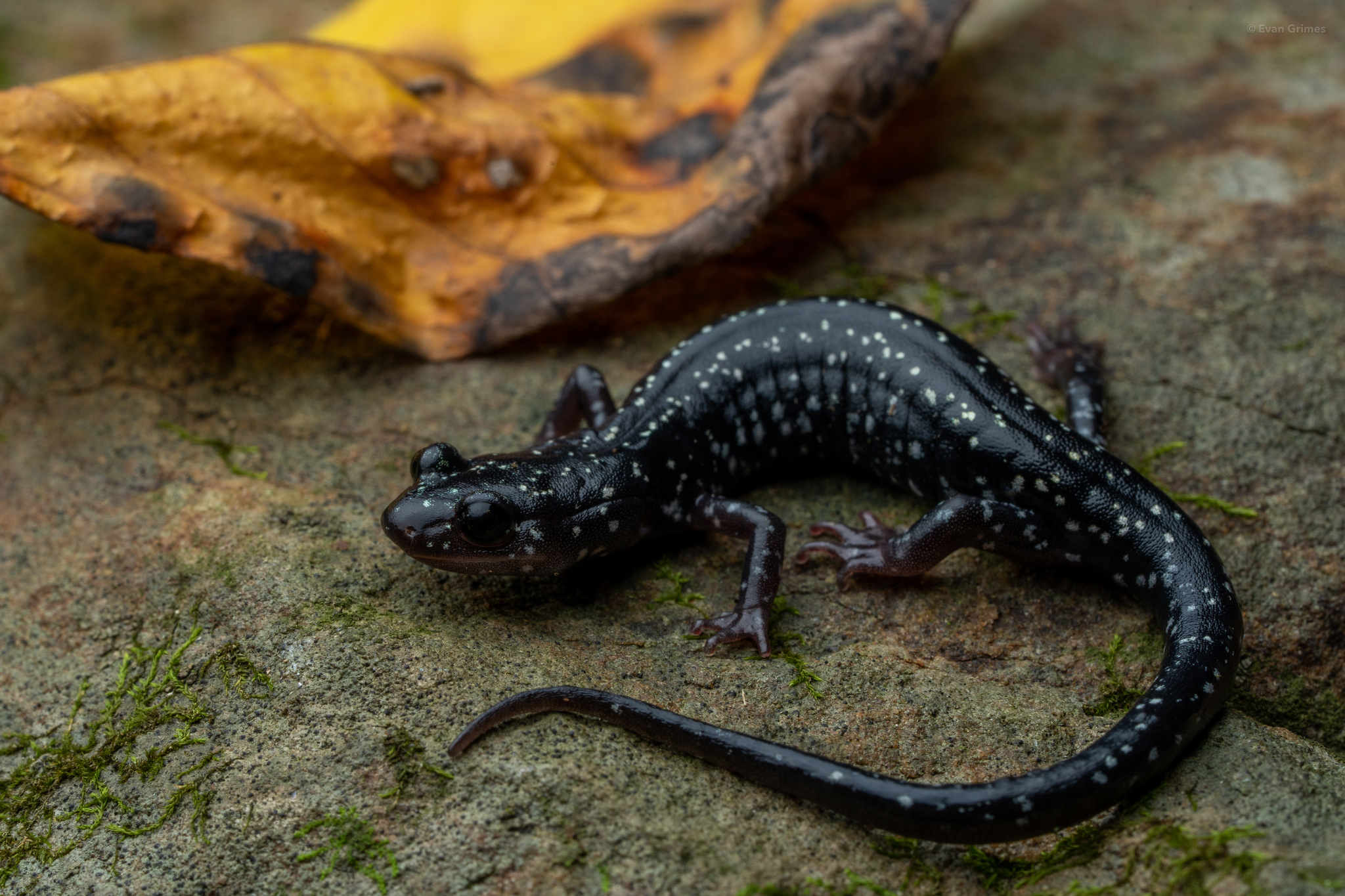

Plethodon kiamichi est une espèce d'urodèles de la famille des Plethodontidae.

## Répartition
Cette espèce est endémique d'Amérique du Nord. Elle se rencontre dans les Kiamichi mountains dans le comté de Polk en Arkansas et dans le comté de Le Flore en Oklahoma.

## Étymologie
Cette espèce est nommée en référence au lieu de sa découverte, les Kiamichi mountains.

## Publication originale
- Highton, Maha & Maxson, 1989 : Biochemical evolution in the Slimy Salamanders of the Plethodon glutinosus complex in the eastern United States. Illinois Biological Monographs, vol. 57, p. 1-153 (texte intégral).